# 히나우두 산타나 두스 산투스
산타나(포르투갈어: Rinaldo Santana dos Santos, 1975년 8월 24일 ~ )는 브라질 출신의 축구 선수이다. 2004년부터 K리그의 FC 서울에서 활약하였으며 K리그에 등록명은 산타나이다.

## 클럽 경력
2004년 FC 서울 입단하여 K리그 정규리그 (11경기, 1득점, 0도움)와 리그컵 (4경기 1득점, 0도움) 통산 15경기 출장, 2득점, 0도움의 기록을 남겼다.